# Węgorzyno (gromada)
Węgorzyno – dawna gromada, czyli najmniejsza jednostka podziału terytorialnego Polskiej Rzeczypospolitej Ludowej w latach 1954–1972.
Gromady, z gromadzkimi radami narodowymi (GRN) jako organami władzy najniższego stopnia na wsi, funkcjonowały od reformy reorganizującej administrację wiejską przeprowadzonej jesienią 1954 do momentu ich zniesienia z dniem 1 stycznia 1973, tym samym wypierając organizację gminną w latach 1954–1972.
Gromadę Węgorzyno z siedzibą GRN w mieście Węgorzynie (nie wchodzącym w jej skład) utworzono 1 stycznia 1969 w powiecie łobeskim w woj. szczecińskim z obszarów zniesionych gromad Przytoń i Winniki  w tymże powiecie.
1 stycznia 1972 do gromady Węgorzyno włączono obszar zniesionej gromady Runowo w tymże powiecie.
Gromada przetrwała do końca 1972 roku, czyli do kolejnej reformy gminnej. 1 stycznia 1973 w powiecie łobeskim utworzono gminę Węgorzyno (w latach 1999-2001 gmina Węgorzyno należała do powiecie stargardzkiego).